# Max Walthard

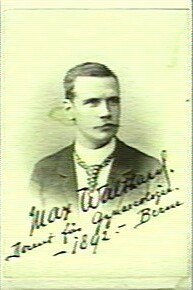
Max Walthard

Robert Rudolf Maximilian Walthard (* 7. April 1867 in Bern; † 29. September 1933 in Zürich) war ein Schweizer Gynäkologe.

## Leben
Walthard wurde als Sohn eines Fabrikbesitzers geboren. Er studierte Medizin an den Universitäten Bern, Würzburg, Berlin und London und wurde 1891 in Bern promoviert. Nach der Spital- und Assistentenzeit an der Chirurgischen und an der Geburtshilflich-Gynäkologischen Klinik der Universität Bern wurde er 1895 für Geburtshilfe und Gynäkologie habilitiert. 1903 ernannte ihn die Universität Bern zum Titularprofessor.
Er wurde 1908 zum Direktor der gynäkologischen Abteilung der neuen Frauenklinik des Städtischen Krankenhauses in Frankfurt am Main berufen. 1911 übernahm er zusätzlich die Leitung der geburtshilflichen Abteilung der Frauenklinik. Mitte August 1914 wurde er zum Ordinarius für Geburtshilfe und Frauenkrankheiten an der eben neu gegründeten Universität Frankfurt am Main ernannt. Während des Ersten Weltkriegs war Walthard Sanitätshauptmann und arbeitete als stellvertretender Leiter der chirurgischen Abteilung der Kantonalen Krankenanstalt Aarau. Im Oktober 1920 wurde er Ordinarius für Geburtshilfe und Gynäkologie an der Universität Zürich und Direktor der Universitäts-Frauenklinik in Zürich.
Er arbeitete hauptsächlich in den Bereichen pathologische Anatomie, Bakteriologie und gynäkologische Neurologie. Walthard setzte sich in seiner Zeit in Frankfurt am Main für konservative Behandlungen in der Gynäkologie ein und führte – laut dem Medizinhistoriker Richard Koch – behandlungsunterstützende Psychotherapie ein.
Die Mediziner Karl Max Walthard und Bernhard Walthard waren seine Söhne.

## Schriften (Auswahl)
- Psychotherapie. In: Josef Halban, Ludwig Seitz (Hrsg.): Biologie und Psychopathologie des Weibes. Verlag Urban und Schwartz, Wien 1924.
- Zur Aetiologie der Ovarialadenome. Eine anatomische Studie. F. Enke, Stuttgart 1903.
- Ueber die Symptomatologie bei retroversio uteri gravidi. Dissertation zur Erlangung der Doctorwürde der hohen medicinischen Facultät Bern. Karl Stämpfli, Bern 1891.
- Semiamputatio uteri gravidi bei Gravidität im rudimentären Uterushorn mit völliger Genesung und späterer normalverlaufender Schwangerschaft in der zurückgelassenen Uterushälfte. o. V., 1894.